# Boberg, Falkenbergs kommun
Boberg är en ort i Falkenbergs kommun i Hallands län, Sverige, belägen i vid Suseån en bit uppifrån mynningen sydväst om Heberg. I Boberg finns en gammal stenbro över ån Suseån och ett mindre vattenkraftverk.
I Boberg ligger hembygdsgården Hallarna.

## Bobergs kraftstation
Bobergs kraftstation uppfördes 1928 och byggdes om 1961. Vattenkraftverket, som har ett aggregat, producerar årligen en miljon kilowattimmar. Effekten är 255 kilowatt och fallhöjden är 4,3 meter. Kraftstationen ägs av Susedalens Kraft AB.